# Крей, Роберт
Ро́берт Кре́й (или Крэй; англ. Robert Cray, род. 1 августа 1953, Колумбус, Джорджия) — американский блюзовый гитарист и певец. Является 5-кратным обладателем премии «Грэмми», всего же номинировался на неё 15 раз. Альбомы выпускает как под своим личным именем, так и в составе своей собственной группы The Robert Cray Band.
В 1987 году альбом Крея Strong Persuader достиг 13-го места в американском национальном чарте, что в век синтезаторов для блюзовой пластинки было беспрецедентно высоким результатом. Этот альбом и по сей день остаётся самым популярным альбомом исполнителя, на концертах зрители до сих пор просят исполнить некоторые песни с него. За Strong Persuader Крей тогда получил «Грэмми», а «сингл Smoking Gun» из него сделал имя артиста узнаваемым среди самой широкой публики.
В 2011 году Роберт Крей был принят в Зал славы блюза, в 57 лет став одним из самых молодых удостоившихся этой чести живых легенд.

## Дискография
См. статью «Robert Cray discography» на англ. разделе.